# Gouvernorat de la capitale
Le gouvernorat de la capitale (en arabe : محافظة العاصمة, Muhafazat al-'Asimah) est l'un des quatre gouvernorats de Bahreïn.
La province est située au Nord de l'île de Bahreïn et elle est composée des villes de Manama, Jid Ali, Ras Rumman et des parties de Jidd Haffs.